# Dunkerques LNG-terminal
Dunkerques LNG-terminal är en av fyra franska terminaler för flytande naturgas (LNG). Den ligger i Loon-Plage nära Dunkerque och ägs av det franska bolaget Dunkerque LNG. Den anlades av Total, men ägs sedan 2018 till 61% av ett konsortium med belgiska Fluxys som huvudägare och till 39% av ett konsortium med koreanska investerare. Fluxys har en ägandeandel på 35,8% av Dunkerque LNG.
Beslut om anläggande av Dunkerques LNG-terminal togs 2011 och den togs i drift 2017. Terminalen har en årlig kapacitet på 13 miljarder kubikmeter naturgas och drivs av Gaz-Opale, ett bolag som ägs till 51% av Dunkerque LNG och till 49% by Fluxys. Energin till återförgasningen tas delvis från uppvärmt kylvatten från det fem kilometer avlägsna Gravelines kärnkraftverk.
Terminalen tar emot alla typer av LNG-tankbåtar, inklusive Q-Max-tankers, som lastar upp till 266 000 m³ LNG. Det finns tre lagringstankar med en sammanlagd lagringskapacitet på 600 000 kubikmeter LNG.
Zeebrygges LNG-terminal i Frankrike är sedan 2016 ansluten till Dunkerques LNG-terminal med en 74 kilometer lång rörledning, som därmed är anslutet till det belgiska gasnätet, som i sin tur är anslutet till gasnäten i Tyskland, Nederländerna och Storbritannien.